# Ehrenmitglied
Ehrenmitglied ist ein Mitglied eines Vereins oder Verbandes, einer Vereinigung oder Institution, das aufgrund seiner Verdienste dazu ernannt wurde.

## Ernennung
Ehrenmitglieder werden im Regelfall von der Mitgliederversammlung oder vom Vorstand der jeweiligen Körperschaft ernannt. Der Begriff Verdienste beinhaltet eine gewisse Streubreite, da diese Verdienste sich auf die auszeichnende Einrichtung beziehen können – oder auf ein gemeinsames ideelles Ziel. In Deutschland und  Österreich ist in vielen Vereinen die Verleihung der Ehrenmitgliedschaft als Ehrentitel in der Satzung fest verankert.

## Typen
Oft werden sogar Ehrenmitglieder unterschiedlicher Kategorien geschaffen, beispielsweise viele „reguläre“ Ehrenmitglieder, aber nur ein Ehrenpräsident oder eine Ehrenpräsidentin. In Parteien gibt es traditionell die Rolle des Ehrenvorsitzenden. In deutschen Parteien waren bzw. sind Ehrenvorsitzende: Willy Brandt, Walter Scheel, Hans-Dietrich Genscher, Otto Graf Lambsdorff, Edmund Stoiber, Hans Modrow und Helmut Kohl, letzterer nur zeitweilig.

## Rechte und Pflichten
Ehrenmitglieder sind in der Regel frei von Pflichten. Sie müssen keine Mitgliedsbeiträge bezahlen und sich nicht an der Vereinsarbeit beteiligen. In manchen Vereinen verfügen sie jedoch über alle Rechte ordentlicher Mitglieder, in anderen haben sie allerdings auch keine Rechte und damit weder aktives noch passives Stimmrecht.

### Akademien
- Kategorie:Ehrenmitglied der Bayerischen Akademie der Wissenschaften
- Kategorie:Ehrenmitglied der Deutschen Akademie der Naturforscher Leopoldina
- Kategorie:Ehrenmitglied der Heidelberger Akademie der Wissenschaften
- Kategorie:Ehrenmitglied der Preußischen Akademie der Wissenschaften
- Kategorie:Ehrenmitglied der Sächsischen Akademie der Wissenschaften
- Kategorie:Ehrenmitglied der Russischen Akademie der Wissenschaften

### Deutsche Gesellschaften
- Kategorie:Ehrenmitglied der Deutschen Gesellschaft für Chirurgie
- Kategorie:Ehrenmitglied der Berliner Chirurgischen Gesellschaft
- Kategorie:Ehrenmitglied der Gesellschaft für Geschichte und Altertumskunde der Ostseeprovinzen Russlands
- Kategorie:Ehrenmitglied des Physikalischen Vereins

### Studentenverbindungen
- Kategorie:Ehrenmitglied einer Studentenverbindung
- Kategorie:Ehrenmitglied eines Corps

### Orchester
- Kategorie:Ehrenmitglied der Berliner Philharmoniker